# Kotolnica

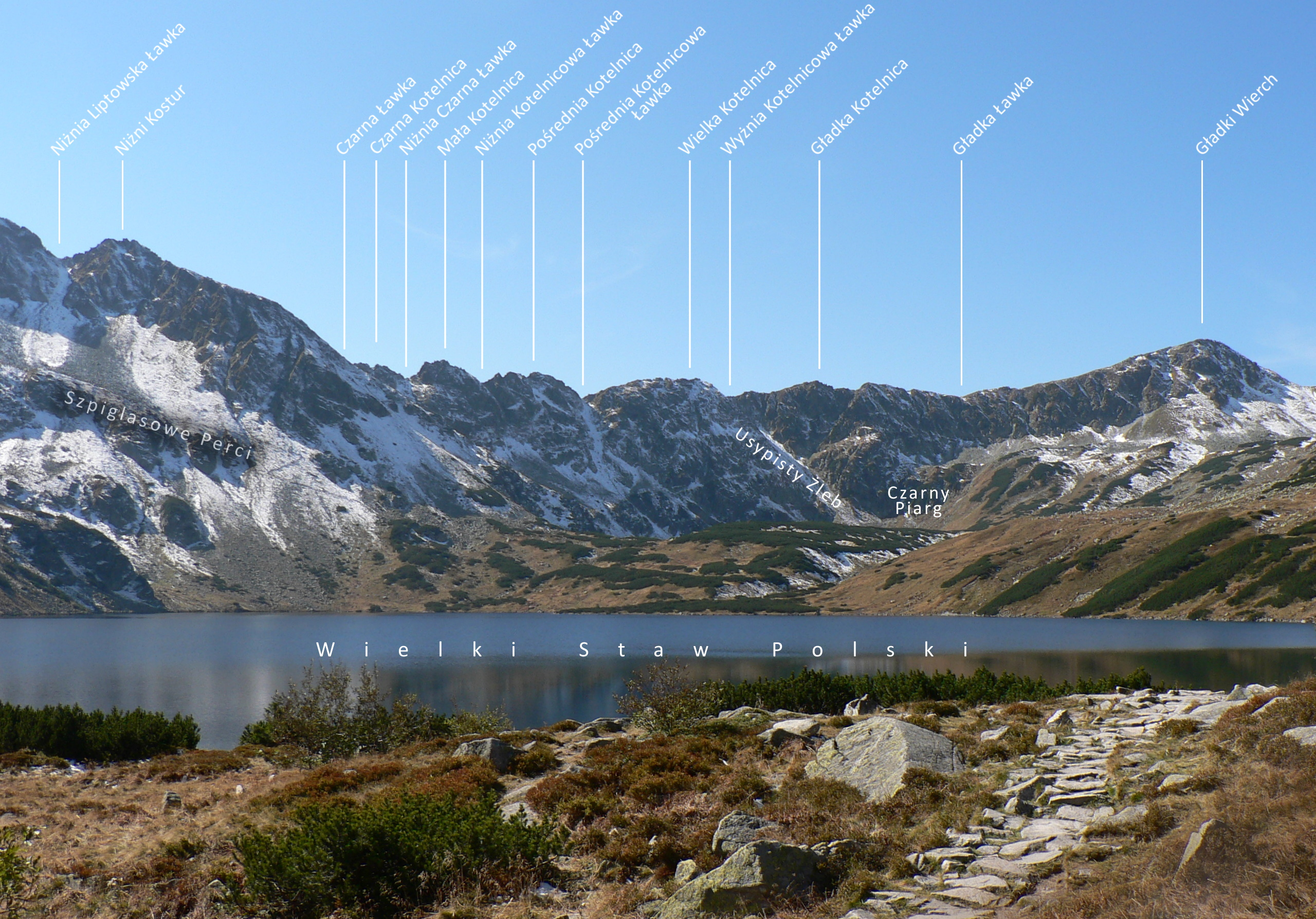
Vrcholy a sedla hřebene Kotolnice

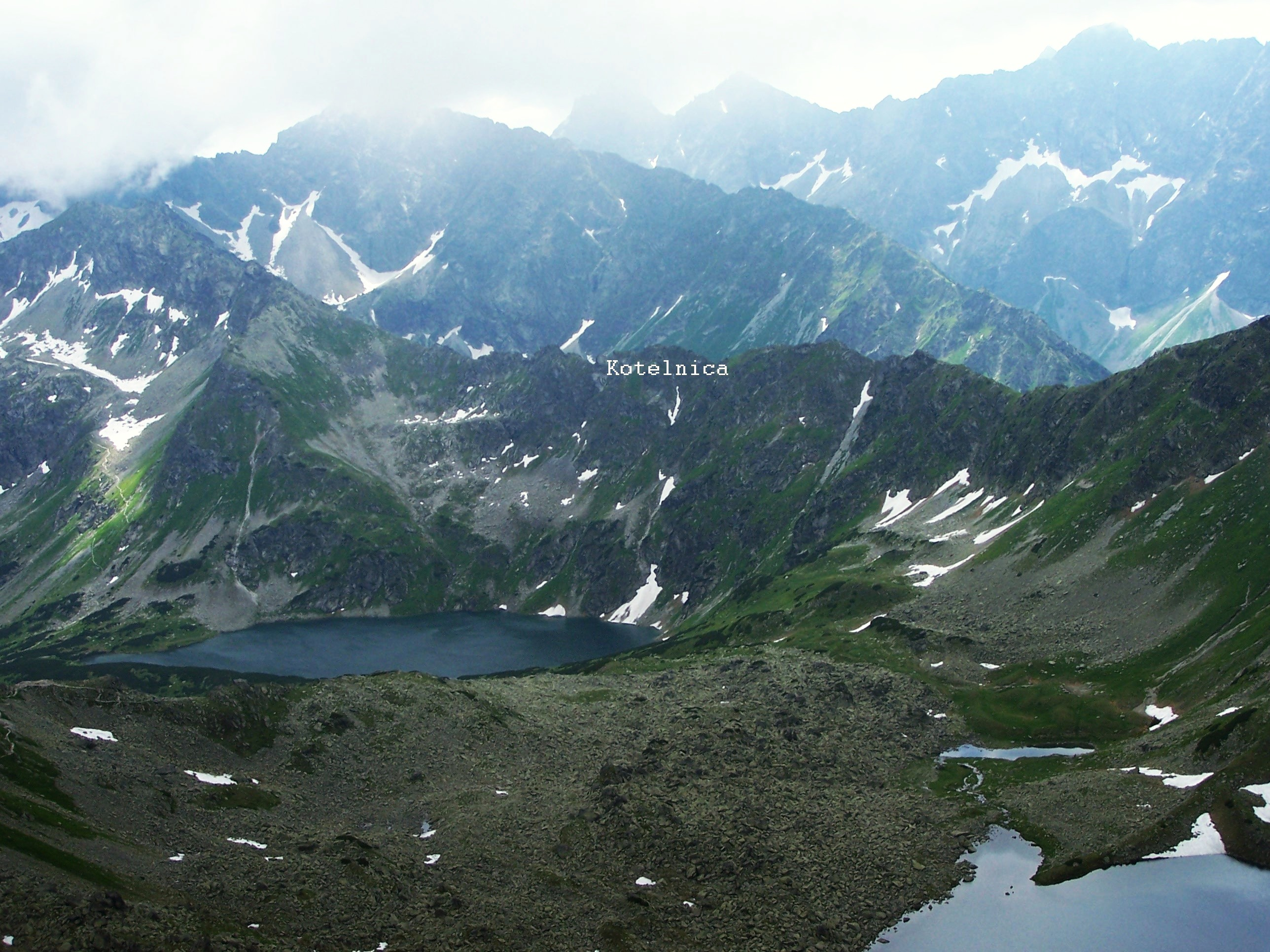
Kotolnica nad jezerem Czarny Staw Polski

Kotolnica (polsky Kotelnica, maďarsky Katlanos-gerinc, německy Kesselgrat) je část hlavního hřebene Vysokých Tater mezi Hladkým štítem a sedlem Čierna lávka. V těchto místech prochází hřebenem slovensko-polská státní hranice. Na severozápadě hraničí Kotolnica s Hladkým štítem, na jihovýchodě s Nižným kostúrem. Na polské straně spadají svahy do Doliny Pięciu Stawów Polskich, na slovenské do Temnosmrečinské doliny.
V hřebeni se nachází několik vyvýšenin oddělených od sebe malými sedly (ve směru od Hladkého štítu po Čiernou lávku):
- Hladká lávka (Gładka Ławka), 1965 m
- Hladká Kotolnica (Gładka Kotelnica), 1990 m
- Vyšná kotolnicová lávka (Wyżnia Kotelnicowa Ławka), 1975 m
- Veľká Kotolnica (Wielka Kotelnica), 1987 m
- Prostredná kotolnicová lávka (Pośrednia Kotelnicowa Ławka), 1965 m
- Prostredná Kotolnica (Pośrednia Kotelnica), 1980 m
- Nižná kotolnicová lávka (Niżnia Kotelnicowa Ławka), 1955 m
- Malá Kotolnica (Mała Kotelnica), 1974 m
- Nižná Čierná lávka (Niżnia Czarna Ławka), 1950 m
- Čierna Kotolnica (Czarna Kotelnica), 1963 m

Kotolnica tvoří část Liptovských múr, které oddělují Dolinu Pięciu Stawów Polskich od Kobylie doliny (část Kôprové doliny). První známé turistické přechody:
- léto – 5. srpna 1902, T. Eichenwald, F. Rabowski, J. B. Tajber, W. Tylka (z Hladkého sedla do Čierné lávky)
- zima – 8. května 1925, A. Karpiński, W. Smoluchowski

Název Kotolnica původně označoval kotlinu u úpatí hřebene. Na hřeben byl přenesen díky nedorozumění.

## Přístup
Hřebenem nevede žádná turistická stezka, tudíž je přístupný pouze s horským vůdcem.